# Zastawna Góra
Zastawna Góra (dawn. Königsberg, Kenigsberg) – przysiółek wsi Wola Zarczycka w południowo-wschodniej Polsce, położony w województwie podkarpackim, w powiecie leżajskim, w gminie Nowa Sarzyna. Leży na południowy zachód od centrum wsi.
Dawniej kolonia niemiecka (Königsberg) i gmina jednostkowa (Kenigsberg) w powiecie łańcuckim  w województwie lwowskim. W 1921 roku liczyła 166 mieszkańców. 1 kwietnia 1930 gminę Kenigsberg zniesiono i włączono do Woli Zarczyckiej.